# カバートコート

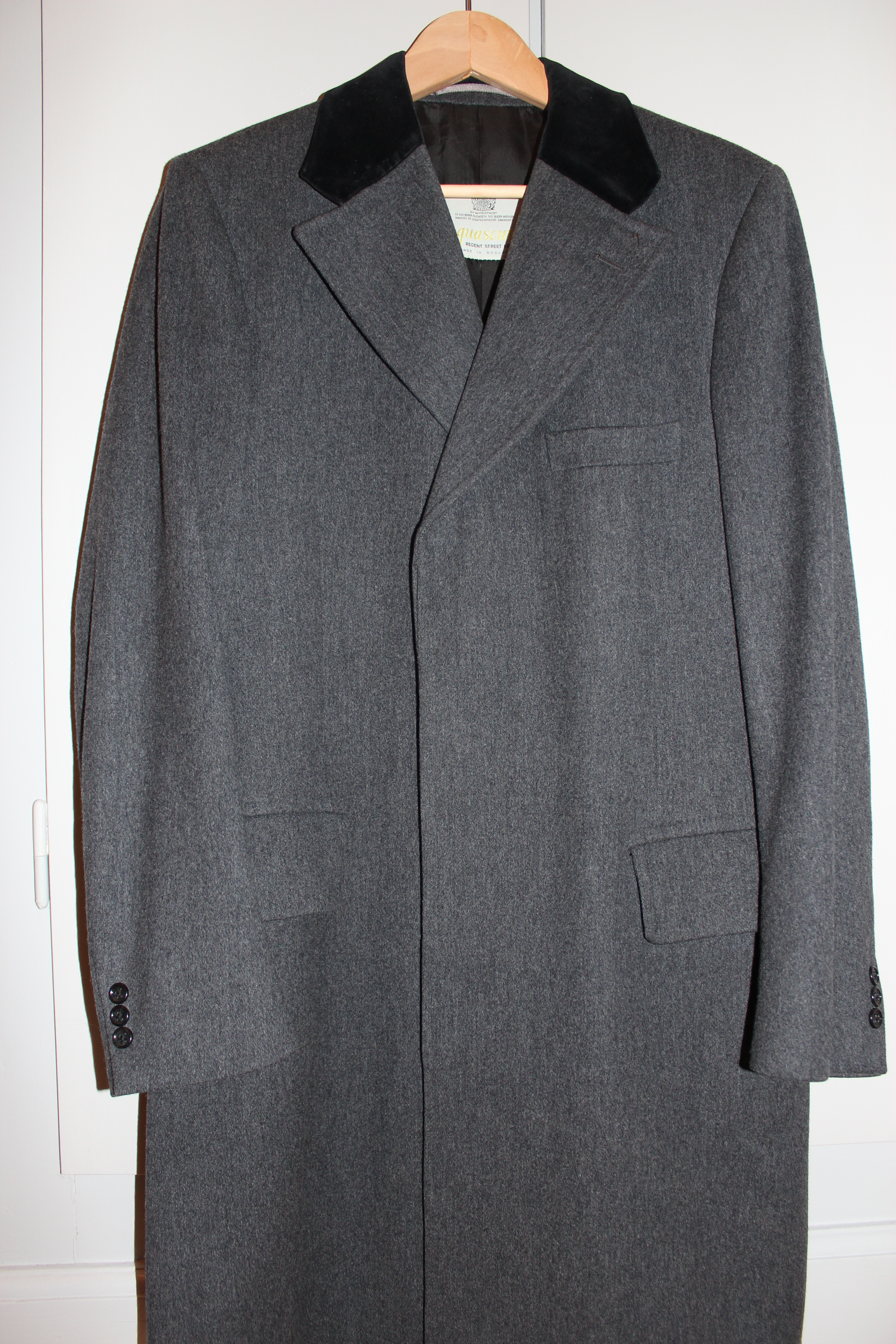
アクアスキュータム社製のノッチ付きラペルとブラックベルベットの襟が特徴的なグレーウールのカバートコート

カバートコート（Covert coat）またはクロンビーコート（Crombie coat）は通常、ノッチ付きのラペルが付いた紳士用の外套の事で、19世紀後半に狩猟や乗馬の際に着用する「ショート・トップコート」として誕生した。
20世紀以降、フロックコートやモーニングコートとは対照的に、街中で日常的に使用する背広が登場してからは、伝統的に礼服として関連付けられていた膝丈の長いチェスターフィールドコートに対して、より短く、よりインフォーマルなトップコートの選択肢としてカバートコートが着られるようになった。

## デザイン
コートの生地となっているカバートクロスは、狩猟の出発点となる野生動物が豊富に生息している地域にちなんで名づけられた厚手のツイードである。 カバートコートは常にシングルブレストで、ノッチドラペル、センターベント、フラップポケット、袖口と裾に4本（時には5本）のステッチが施されているのが特徴である。襟はカバートクロスもしくはベルベットで作られている場合もある。伝統的な色は、淡い緑がかった褐色から子葉が混じった茶色、やや濃いタンニンがかった緑色まで様々であるが、グレーやネイビーなどのバリエーションも一般的である。

## 著名な着用者
カバートコートはジョージ6世とエドワード8世が着用していただけでなく、2000年の犯罪コメディ映画『スナッチ』のジェイソン・ステイサムとスティーヴン・グレアムが着用していた。カバートコートは、2015年イギリス総選挙の時、イギリス独立党（UKIP）党首で後にブレグジット党の指導者になったナイジェル・ファラージが着用していた事でメディアの注目を集めた。